# 大隅俊平
大隅 俊平（おおすみ としひら、1932年1月23日 - 2009年10月4日）は、群馬県太田市出身の刀匠。本名は貞男（さだお）。
群馬県新田郡沢野村富沢（現・太田市富沢町）に生まれる。1952年に長野県坂城町の後の人間国宝、宮入行平のもとに入門し、1960年より独立した。1967年に新作名刀展特賞受賞（以降6年連続受賞）、1974年・1976年・1978年の3度「正宗賞」を受賞。1997年には重要無形文化財保持者（人間国宝）に認定された。1999年には紫綬褒章受章。2005年にも旭日中綬章を受章。2009年10月4日、太田市の自宅にて77歳で亡くなった。備中青江派の直刃(すぐは、真っ直ぐな刃文)を研究し、極初期を除き、生涯、玉鋼により直刃の刀剣を造り続けた事でも知られる。

## テレビ出演
- 2005年12月23日 - 『ハイビジョン特集・「伊勢神宮 受け継がれるこころとかたち」』（NHKデジタル衛星ハイビジョン）
- 2010年1月7日 - 『人間国宝～日本が誇る匠の技～「刀剣 大隅俊平の世界」』（BS-TBS）